# Daniel O’Regan
Daniel „Danny“ O’Regan (* 30. Januar 1994 in Berlin, Deutschland) ist ein US-amerikanischer Eishockeyspieler, der seit Juli 2024 bei Kunlun Red Star aus der Kontinentalen Hockey-Liga (KHL) unter Vertrag steht und dort auf der Position des Centers spielt. Zuvor bestritt O’Regan unter anderem 428 Spiele in der American Hockey League (AHL) und stand in 30 Partien für die San Jose Sharks, Buffalo Sabres und Anaheim Ducks auf dem Eis. Sein Vater Tom O’Regan war ebenfalls professioneller Eishockeyspieler.

## Karriere

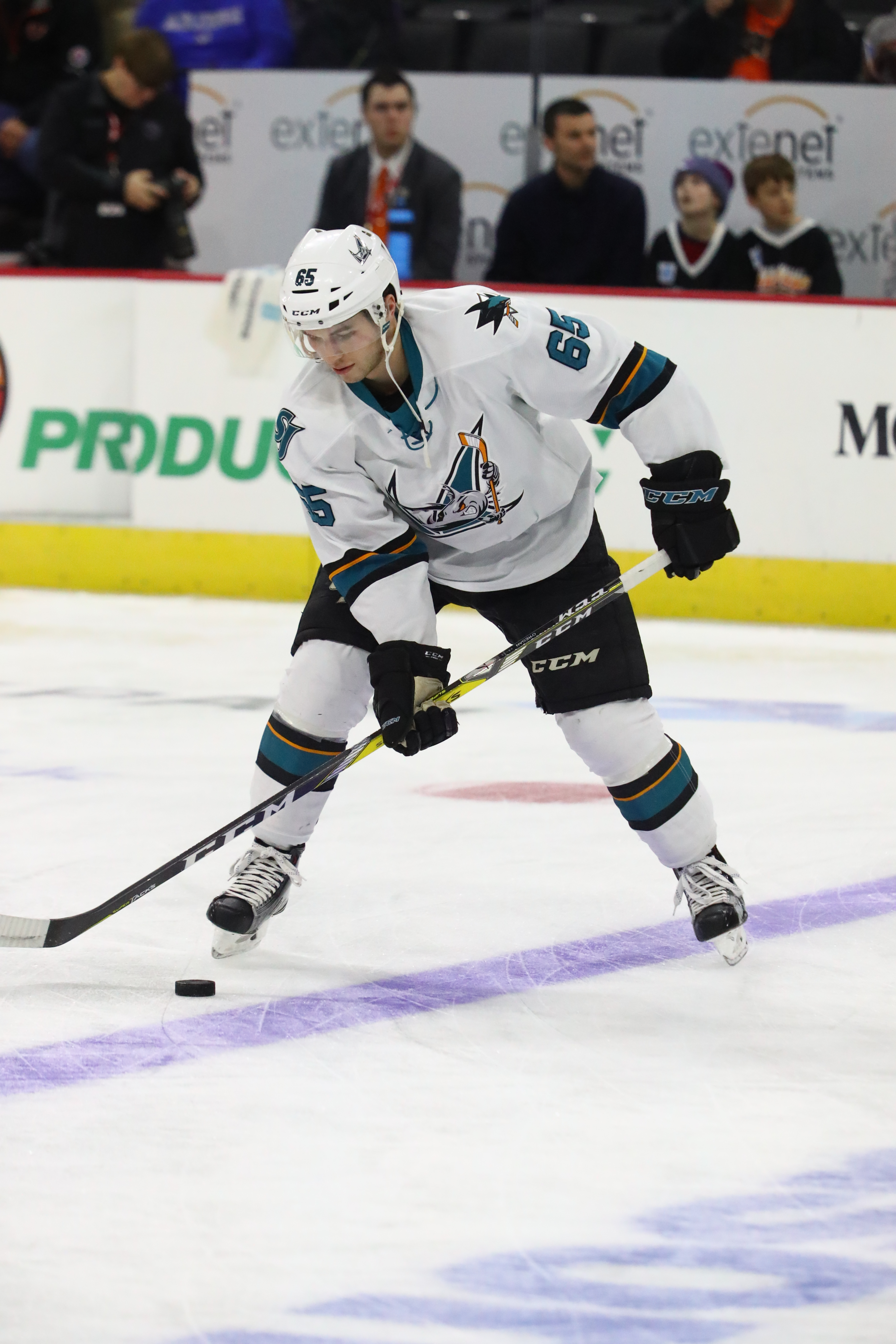
O’Regan im Trikot der San Jose Barracuda (2017)

O’Regan wurde in der deutschen Hauptstadt Berlin geboren, während sein Vater Tom O’Regan für die BSC Preussen in der Deutschen Eishockey Liga (DEL) spielte. Nach dem Karriereende seines Vaters im Jahr 1998 kehrte die Familie allerdings in die Vereinigten Staaten nach Massachusetts zurück. Daniel O’Regan besuchte danach bis zum Sommer 2012 die Saint Sebastian’s School und spielte parallel für die U18-Mannschaft Cape Cod Whalers. Zudem bestritt er im Verlauf der Saison 2011/12 auch einige Spiele für das US National Team Development Program des US-amerikanischen Eishockeyverbandes USA Hockey in der United States Hockey League (USHL). Im Anschluss an die Spielzeit wurde der Stürmer im NHL Entry Draft 2012 in der fünften Runde an 138. Stelle von den San Jose Sharks aus der National Hockey League (NHL) ausgewählt und schrieb sich daraufhin an der Boston University ein. Dort spielte er die folgenden vier Jahre – neben seinem Studium – parallel für das Eishockeyprogramm der Universität in der Hockey East, einer Division im Spielbetrieb der National Collegiate Athletic Association (NCAA).
Gleich in seinem Rookiejahr war O’Regan punktbester Spieler der Mannschaft und wurde ins All-Rookie Team der Hockey East berufen. Sein zweites Jahr bildete mit lediglich 22 Punkten eine Ausnahme, da er in den folgenden beiden Jahren mit insgesamt 94 Scorerpunkten umso stärker zurückkam. Am Ende der Saison 2014/15 fand er sich daher im Second All-Star Team wieder. Der größere Erfolg war allerdings der Gewinn der Divisions-Meisterschaft. Insgesamt sammelte der Mittelstürmer in 154 Einsätzen im Verlauf der vier Jahre ebenso viele Punkte. Im April 2016 wurde der US-Amerikaner schließlich von den San Jose Sharks unter Vertrag genommen, die ihn mit Beginn des Spieljahres 2016/17 vorerst bei ihrem Farmteam, den San Jose Barracuda, in der American Hockey League (AHL) ein. O’Regan sammelte dort in den ersten elf Einsätzen elf Scorerpunkte, wodurch er Ende November erstmals in den NHL-Kader San Joses berufen wurde. Dennoch verbrachte er den Großteil der Spielzeit bei den Barracuda und wurde am Saisonende ins AHL All-Rookie Team berufen. Zudem erhielt er den Dudley „Red“ Garrett Memorial Award als bester Liganeuling.
Nach zwei Jahren in der Organisation der Sharks wurde O’Regan im Februar 2018 zur Trade Deadline samt einem konditionalen Erstrunden-Wahlrecht für den NHL Entry Draft 2019 sowie einem konditionalen Viertrunden-Wahlrecht für den NHL Entry Draft 2020 an die Buffalo Sabres abgegeben. Im Gegenzug wechselte Evander Kane nach San Jose. In Buffalo war er in der Folge knapp eineinhalb Jahre aktiv, bevor er sich im Juli 2019 als Free Agent den New York Rangers anschloss. In gleicher Weise wechselte er im Oktober 2020 zu den Vegas Golden Knights sowie im Juli 2021 zu den Anaheim Ducks. Nachdem er dort zumeist bei den AHL-Kooperationspartnern der Teams eingesetzt worden war, wurde er im Dezember 2022 im Zuge eines Transfergeschäfts in die Organisation der Detroit Red Wings abgegeben. Bei deren AHL-Farmteam Grand Rapids Griffins beendete der US-Amerikaner die Saison mit 31 Scorerpunkten in 39 Spielen und erhielt im Anschluss keinen neuen Vertrag in der Organisation Detroits.
Im September 2023 unterzeichnete O’Regan daher als Free Agent ein auf eine Spielzeit befristetes Arbeitspapier bei MODO Hockey aus der Svenska Hockeyligan (SHL). Für den Klub sammelte er in 34 Einsätzen insgesamt zwölf Scorerpunkte, ehe er im Juli 2024 zu Kunlun Red Star aus der Kontinentalen Hockey-Liga (KHL) wechselte.

### International
O’Regan entschied sich für das Heimatland seines Vaters zu spielen und vertrat die Vereinigten Staaten somit im Juniorenbereich beim Ivan Hlinka Memorial Tournament 2011, der U18-Junioren-Weltmeisterschaft 2012 und der U20-Junioren-Weltmeisterschaft 2014. Während er das Ivan Hlinka Memorial Tournament und die U20-Junioren-Weltmeisterschaft mit der Mannschaft jeweils auf dem fünften Rang abschloss, konnte er bei der U18-Junioren-Weltmeisterschaft in Tschechien den Titel in dieser Altersklasse erringen. Dazu steuerte er in sechs Turniereinsätzen vier Scorerpunkte bei. Seinen einzigen Treffer erzielte er dabei beim deutlichen 7:0-Finalsieg über die schwedische Auswahl.

## Erfolge und Auszeichnungen
| - 2013 Hockey East All-Rookie Team - 2015 Lamoriello-Trophy-Gewinn mit der Boston University - 2015 Hockey East Second All-Star Team | - 2017 Teilnahme am AHL All-Star Classic - 2017 AHL All-Rookie Team - 2017 Dudley „Red“ Garrett Memorial Award |

### International
- 2012 Goldmedaille bei der U18-Junioren-Weltmeisterschaft

## Karrierestatistik
Stand: Ende der Saison 2023/24

### International
Vertrat die USA bei:
- Ivan Hlinka Memorial Tournament 2011
- U18-Junioren-Weltmeisterschaft 2012
- U20-Junioren-Weltmeisterschaft 2014

(Legende zur Spielerstatistik: Sp oder GP = absolvierte Spiele; T oder G = erzielte Tore; V oder A = erzielte Assists; Pkt oder Pts = erzielte Scorerpunkte; SM oder PIM = erhaltene Strafminuten; +/− = Plus/Minus-Bilanz; PP = erzielte Überzahltore; SH = erzielte Unterzahltore; GW = erzielte Siegtore; 1 Play-downs/Relegation; Kursiv: Statistik nicht vollständig)